# August Strunck
August Strunck (* 20. März 1878 in Lücklemberg; † 24. August 1962 in Niederaula) war ein deutscher Politiker (SPD).

## Leben
Nach dem Besuch der Volksschule arbeitete Strunck ab 1892 als Bergarbeiter. Von 1908 bis 1933 war er als Gendarm/Landjäger in Niederaula tätig.
Strunck trat in die SPD ein und war von 1919 bis 1921 Kreistagsmitglied des Landkreises Hersfeld. 1921 wurde er als Abgeordneter in den Preußischen Landtag gewählt, dem er bis 1924 angehörte.